# Nyugat-nílusi vírus
A nyugat-nílusi vírus (West Nile Virus, WNV), a Flavivírusok törzsébe tartozó zoonotikus RNS vírus, a Nyugat-nílusi láz betegség okozója. Nevét feltalálási helyéről Uganda West Nile tartományáról kapta. Eleinte nem tulajdonítottak túl nagy jelentőséget a vírusnak, mivel sokszor a megfertőződöttek észre sem veszik, olyan enyhe lefolyású a betegségük. Mintegy 20%-a a megfertőződötteknek azonban komolyabb következményekkel számolhat, központi idegrendszeri szövődmények, agyhártya vagy agyvelőgyulladás is kialakulhat. A vírus fő terjesztői a madarak és az általuk megfertőződött szúnyogok, ezért viszonylag hamar és nagy területeken tudott elterjedni a különböző földrészeken, Afrikától Európán át Amerikáig. A vírus kiváltotta betegség a nyugat-nílusi láz ellen nincs védőoltás, csak tüneti kezelést tudnak alkalmazni különféle gyógyszerek segítségével.

## Története
A vírust először 1937-ben izolálták Smithburn és társai, Uganda West Nile tartományában egy őslakos nő véréből. Kísérleteik során különböző állatfajok egyedeit fertőzték meg a vírussal, például egereket és rhesusmajmokat is és az állatokban agyvelőgyulladás alakult ki a vírus hatására. Érdekes volt viszont, hogy a szintén megfertőzött sünök, tengerimalacok, nyulak, valamint a Cercophitecus majmok nem betegedtek meg. Az egerek szérumából ellenanyagot sikerült kimutatni.  

## A vírus terjedési módjai, vírusgazdái
A vírus által megfertőzött madaraktól a szúnyogok viszik tovább a fertőzést. A legfontosabb átvivő vektorai a fertőzésnek a Culex szúnyogok, a kórokozót azonban megtalálhatjuk az Anopheles, Aedes, Coquillettidia és az Ochlerotatus fajokban is. A fertőző szúnyog azután csípésével megfertőzi az embert és az állatokat. A vírus terjed vérátömlesztéssel, szervátültetéssel, terhesség, szoptatás ideje alatt anyáról gyermekre.

A Culex pipiens Dalos szúnyog kifejlődési folyamata

A vírus elsődleges gazdái azonban a madarak, amelyek általában tünetmentes hordozók. Lengyelországban már 1995-96-ban is folytak kutatások arra nézve, hogy a házi verebekben milyen vírusok találhatók meg. Ezen kutatás alkalmából bizonyosodott be, hogy a WNV már megtalálható a madarak vérében. 

## A vírus elterjedési területei
A vírust Ugandában fedezték fel 1937-ben. Smithburnnek 1940-ben sikerült rokonságot kimutatnia a WNV és a japán encephalitis vírus között. A következő évtizedekben a vírus jelenlétét leírták Afrikában, a Közel-Keleten, Ázsiában, Európában és Ausztráliában is. Az 1950-es évek elején a nyugat-nílusi vírust emberekből, lovakból, madarakból sikerült Egyiptomban izolálni. Európában először 1958-ban Albániában találtak két férfi vérében specifikus WNV ellenanyagokat. 1963-ban Franciaországban Camargue tartományában a kórokozót is sikerült izolálni szúnyogokban, emberekben.

## A fertőzés tünetei
A fertőzés tünetei a csípések után kb. 3-14 nap közötti intervallumban jelenhetnek meg. A megfertőződött emberek 80%-a nem mutat tüneteket. A fertőzöttek 20%-nál jelentkezhetnek a következő tünetek: láz, fejfájás, duzzadt nyirokcsomók, kiütések a mellkason, háton. 
Súlyos betegség a nyugat-nílusi fertőzés következtében elég ritkán fordul elő, kb. 150 emberből 1-nél. Ekkor a tünetek a magas láz, nyakmeredtség, kábultság, izomgyengeség, émelygés, hányás, látáskiesés. Ezek a tünetek több hétig is eltarthatnak és a későbbiekben komoly neurológiai problémákat okozhatnak. 

## A fertőzés fő terjesztői
A fő terjesztők elsősorban a vadmadarak, amelyek vándorlásaik során kontinensről-kontinensre hurcolják a vírust, vándorhelyeiken a helyi madarak populációja is veszélyeztetetté válik a továbbfertőzés miatt. A rajtuk élősködő szúnyogok pedig megfertőzik a gerinceseket, embereket, háziállatokat. Európában a házi verebeket okolják a fertőzés elterjedéséért, de a baglyok, sólymok is fogékonyak a vírusra.
A szúnyogok közül az elsődleges vírusterjesztők a csípőszúnyogok, Culex pipiens, Egyiptomi csípőszúnyog (Aedes aegypti), ázsiai tigrisszúnyog, lásd az alábbi képeket. 
|  |  |  |  |  |  |  |  |  |

## A fertőzés megelőzése
Mivel a vírust ízeltlábúak terjesztik, a terjedése szezonális. Magyarországon a szúnyogok aktivitásában augusztus és október a fő időszak, de ez akár novemberig is kitolódhat az időjárás függvényében. 
Nincs ellene védőoltás a megelőzésre kell a hangsúlyt fektetni.
A megelőzés abban áll, hogy igyekszünk elkerülni a fertőzést, tehát kizárjuk a szúnyogokat a lakás belső tereiből, a kertben füstöléssel, permetezéssel védekezünk. Nem hagyunk teret a szúnyogok kifejlődésének, tehát a vízgyűjtőket fokozatosan ürítjük, hogy a lárvák elpusztuljanak. Szúnyoghálókat, szúnyogriasztókat kell használni és a ruházatunkat is úgy kell megválogatni, hogy védjen a csípések ellen.